# عاصم فرهادویچ
عاصم فرهادویچ (بوسنیایی: Asim Ferhatović؛ ۲۴ ژانویهٔ ۱۹۳۳ – ۲۵ ژانویهٔ ۱۹۸۷) بازیکن فوتبال اهل پادشاهی یوگسلاوی بود.
از باشگاه‌هایی که در آن بازی کرده‌است می‌توان به باشگاه فوتبال فنرباغچه و باشگاه فوتبال سارایوو اشاره کرد.
وی همچنین در تیم ملی فوتبال یوگسلاوی بازی کرده‌است.